# Нейропсихологическая коррекция
Нейропсихологи́ческая корре́кция (нейрокорре́кция) — комплекс специальных психологических методик, которые направлены на переструктурирование нарушенных функций мозга и создание компенсирующих средств для того, чтобы ребёнок мог в дальнейшем самостоятельно обучаться и контролировать своё поведение.
Нейропсихологическая коррекция предназначена для детей с самого раннего дошкольного и подросткового возраста. Особенно она показана при таких видах дизонтогенеза, как ранний детский аутизм, умственная отсталость, задержка психического развития различных типов, общее нарушение развития, алалии, дизартрии, дизграфии, дислексии, СДВГ, ДЦП. В том числе, нейрокоррекция помогает и детям, испытывающим сложности в обучении в силу психологических причин (невротических расстройств, психосоматических расстройств, особенностей личности), при общем физическом недоразвитии, при школьной дезадаптации и стрессовых расстройствах.

## История возникновения метода
Нейропсихологическая коррекция, как метод, возникла на основе разработок нейропсихологии.
Нейропсихология возникла в 40-х годах прошлого столетия, на стыке нескольких научных дисциплин: неврологии, психологии, психофизиологии и др. Основная задача нейропсихологии — изучение мозговых основ психической деятельности. Её клиническими задачами являются изучение механизмов нарушения высших психических функций и связь их нарушений с определёнными зонами мозга.
Впервые целостная концепция нейропсихологической коррекции была создана Марией Монтессори, итальянским педагогом, которая полагала, что обогащение чувственного опыта и развитие моторики (сенсомоторная коррекция) автоматически приведут к развитию мышления, поскольку являются его предпосылками.
Трёхэтапную систему нейрокоррекции разработал бельгийский педагог Ж. О. Декроли. Первый этап был посвящён развитию сенсорики, второй — формированию мышления в процессе овладения языком и речью, и третий — воспитанию культуры деятельности ребёнка (пение, движения, рисование, ручной труд и т. д.).
Системы коррекции в России разрабатывали А. Н. Граборов, Г. М. Дульнев и другие.
Современные методы нейропсихологической коррекции базируются на теориях Л. С. Выготского, А. Р. Лурии, а также разработках современных специальных психологов и нейропсихологов (В. И. Лубовский, Ж. М. Глозман, Т. В. Ахутина, Н. К. Корсакова, Ю. В. Микадзе, Г. Р. Новикова, А. В. Семенович, Л. С. Цветкова).
В настоящее время нейропсихологическая коррекция пользуется большим спросом, поскольку является очень эффективным методом восстановления естественного хода развития ребёнка и помощи ему в подготовке к предстоящему обучению в школе.

## Этапы коррекционной работы
Как правило, выделяются четыре этапа:
1. Диагностический этап. На данном этапе при помощи нейропсихологического обследования выявляют актуальный уровень развития и знаний ребёнка, выделяют особенности функционирования мозговых структур, а также разрабатывают индивидуальную коррекционную программу.
2. Установочный этап. Данный этап направлен на создание у ребёнка и его родителей необходимой мотивации и активной установки на прохождение нейропсихологической коррекции. Устанавливается эмоциональный контакт как с ребёнком, так и с его родителями, что необходимо для дальнейшей работы.
3. Коррекционный этап. Осуществляется программа нейрокоррекции в соответствии с разработанным ранее планом.
4. Оценка эффективности коррекционной работы. Проводится контрольное нейропсихологическое обследование, которое позволяет зафиксировать результат коррекции. Следует заметить, что максимальный эффект может быть достигнут не менее, чем спустя 6-7 месяцев коррекционной работы с ребёнком.

## Принципы
1. Принцип учёта двухстороннего взаимодействия между морфогенезом мозга и формированием психики 
Этот принцип означает, что для появления психической функции необходим определённый уровень зрелости структур мозга и нервной системы. В то же время активное функционирование и коррекция влияет на созревание структур мозга и нервной системы. (Сформулирован П. Я. Гальпериным).
2. Принцип системности 
Нейрокоррекция направлена не на преодоление одного дефекта, а на гармонизацию психического функционирования и личности ребёнка в целом.
3. Принцип опоры на сохранные формы деятельности 
Нейропсихологический подход в коррекции означает развитие слабых звеньев при опоре на сильные стороны психики.
4. Принцип опоры на индивидуально-личностные особенности ребёнка 
В программе нейрокоррекции учитываются личностные и эмоциональные особенности ребёнка, его семейная ситуации и другие факторы, влияющие на формирование высших психических функций.
5. Принцип вовлечения 
Нейропсихолог должен создать ситуацию эмоционального включения ребёнка в процесс коррекции, а также создать необходимую мотивацию.
6. Принцип «замещающего онтогенеза» 
Данный принцип заключается в последовательном воспроизведении нарушенных этапов развития, начиная от самого раннего.
7. Принцип комплексности 
Воздействие оказывается комплексно — на эмоциональную, когнитивную и сенсомоторную сферы.
8. Принцип «от простого к сложному» 
Это дидактический принцип, который обязательно учитывается при построении коррекционной программы для ребёнка.

## Формы
Коррекционная работа может проводиться как индивидуально, так и в групповой форме.
Нейрокоррекция может проводиться в форме игровых занятий, в форме комплекса двигательных упражнений (сенсомоторная коррекция), дыхательных упражнений, упражнений на развитие речи и артикуляции.

## Современные направления
- На развитие и коррекцию познавательных функций, а также входящих в них компонентов нацелено направление, разработанное Т. В. Ахутиной, Н. М. Пылаевой, Л. С. Цветковой (1985—2003).

- Большой интерес представляют программы нейрокоррекции, направленные на развитие мнестических функций (разработки Э. Г. Симерницкой, Ю. В. Микадзе, Н. К. Корсаковой). К ним относятся методики «Лурия-90», «Диакор» (1994—1995).

- А. В. Семенович разработала методику «Замещающий онтогенез» (2003), направленную на коррекцию функций в соответствии с концепцией трёх блоков мозга А. Р. Лурии.

- К интегративным подходам относятся коррекционно-развивающие программы Н. Я. Семаго и М. М. Семаго (2000), а также программы сенсомоторной коррекции Т. Г. Горячевой и А. С. Султановой (2003).

Сенсомоторная коррекция через двигательные и игровые упражнения решает следующие задачи:
1. Ребенок учится чувствовать своё тело и пространство вокруг.
2. Развивается зрительно-моторная координация (глаз-рука, способность точно направлять движение — важно при письме, и не только).
3. Формируется правильное взаимодействие рук и ног.
4. Развивается слуховое и зрительное внимание.
5. Ребенок учится последовательно выполнять действия, разбивая его на ряд задач, и другие важные вещи.